# Jan-Michael Gambill
Jan-Michael Charles Gambill (n. 3 de junio de 1977 en Spokane, Washington) es un exjugador profesional de tenis estadounidense. Conocido por su temperamento explosivo, tiene la particularidad de golpear a dos manos tanto de revés como de drive. En su carrera ha alcanzado el puesto Nº14 del ranking mundial y ha vencido a jugadores de la talla de Pete Sampras, Andre Agassi, Lleyton Hewitt, Roger Federer y Carlos Moyá.
Ha ganado 3 torneos en individuales y 5 en dobles, además de jugar dos veces la final de la Copa Hopman consecutivas (2001/2002). En 2000 alcanzó los cuartos de final de Wimbledon siendo la ronda más alta alcanzada en un torneo de Grand Slam.
Tras su retirada en 2010, comenzó su carrera como entrenador de tenis, entrenando a sus compatriotas Coco Vandeweghe y Jared Donaldson.
En 2017, y a través de redes sociales, dio a conocer su relación sentimental con el arquitecto Malek Alqadi

## Títulos (8; 3+5)

### Individuales (3)
| Leyenda                |
| Grand Slam (0)         |
| Tennis Masters Cup (0) |
| ATP Masters Series (0) |
| ATP Tour (3)           |

| N.º | Fecha               | Torneo       | Superficie | Oponente en la final | Resultado      |
| --- | ------------------- | ------------ | ---------- | -------------------- | -------------- |
| 1.  | 8 de marzo de 1999  | Scottsdale   | Dura       | Lleyton Hewitt       | 7-6(2) 4-6 6-4 |
| 2.  | 5 de marzo de 2001  | Delray Beach | Dura       | Xavier Malisse       | 7-5 6-4        |
| 3.  | 10 de marzo de 2003 | Delray Beach | Dura       | Mardy Fish           | 6-0 7-6(5)     |

### Finalista en individuales (4)
- 2000: Los Ángeles (pierde ante Michael Chang)
- 2001: Miami TMS (pierde ante Andre Agassi)
- 2002: Los Ángeles (pierde ante Andre Agassi)
- 2003: Doha (pierde ante Stefan Koubek)

### Dobles (5)
| Leyenda                |
| Grand Slam (0)         |
| Tennis Masters Cup (0) |
| ATP Masters Series (1) |
| ATP Tour (4)           |

| N.º | Fecha | Torneo       | Superficie    | Pareja          | Oponentes en la final          | Resultado         |
| --- | ----- | ------------ | ------------- | --------------- | ------------------------------ | ----------------- |
| 1.  | 2000  | San José     | Dura          | Scott Humphries | Lucas Arnold Ker Eric Taino    | 6-1 6-4           |
| 2.  | 2001  | Delray Beach | Dura          | Andy Roddick    | Tomas Simada Myles Wakefield   | 6-3 6-4           |
| 3.  | 2002  | Hamburgo     | Tierra batida | Mahesh Bhupathi | Jonas Björkman Todd Woodbridge | 6-2 6-4           |
| 4.  | 2002  | Hong Kong    | Dura          | Graydon Oliver  | Wayne Arthurs Andrew Kratzmann | 6-7(2) 6-4 7-6(4) |
| 5.  | 2003  | Los Ángeles  | Dura          | Travis Parrott  | Joshua Eagle Sjeng Schalken    | 6-4 3-6 7-5       |

### Finalista en dobles (torneos destacados)
- 1999: Masters de Miami (junto a Boris Becker pierden ante Wayne Black y Sandon Stolle)